# Karcsúlégy

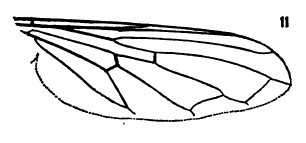
Sphegina keeniana szárnya

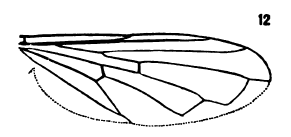
Sphegina infuscata szárnya

A karcsúlégy (Sphegina) a zengőlegyek (Syrphoidea) öregcsaládjában névadó zengőlégyfélék (Syrphidae)családjába sorolt herelégyfélék (Eristalinae) alcsalád fanedvlégy-rokonúak (Brachyopini) nemzetségének egyik neme mintegy 120, a 2020-as évek közepéig leírt fajjal.

## Származása, elterjedése
A 120 leírt fajból 48 a keleti és 72 a holarktikus faunaterületen él (52 palearktikus és 20 nearktikus fajjal). További fajok felfedezése főleg a keleti faunaterületen tömegesen várható.
Magyarországon a 2020-as évek közepéig 7 fajukat ismertük meg:
- ritka karcsúlégy (Sphegina clavata)
- csinos karcsúlégy (Sphegina elegans)
- sárga sörtéjű karcsúlégy (Sphegina latifrons)
- hegyi karcsúlégy (Sphegina montana)
- szibériai karcsúlégy (Sphegina sibirica)
- északi karcsúlégy (Sphegina verecunda)

További 2-3 faj előkerülése várható, így gyaníthatóan:
- Sphegina platychira,
- Sphegina spheginea.

## Megjelenése, felépítése
Általában fénylő fekete, sötétszürke vagy barna, (4–8 mm-es), és amint nevük is jelzi, karcsú zengőlegyek. Potrohuk töve erősen elvékonyodott, leginkább a Baccha és a Neoascia nemek fajaiéra hasonlít.
Arcuk a csáp alatt erősen bemélyedt, szájperemük előrenyúlik. Arcdudoruk nincs. Szemük nem érintkezik. Hátulsó combjaik feltűnően vastagok, alsó peremükön erős sörtékkel.
Fejlődésüket csak hiányosan ismerjük. Lárvájuk légzőcsöve rövid.

## Életmódja, élőhelye
Elsősorban hegyvidékeken élnek, főleg a kisebb vízfolyások mellett. Gyakran táplálkoznak virágzó ernyősökön (Apiales). Lárváik nedves közegben, korhadó fában, fakéreg alatt, megsebzett fák kifolyó, kocsonyás nedvében, nedves avarban és valószínűleg nedves iszapban is fejlődnek.

## Válogatott fajai
Egyes rendszertanászok a nemet két fajsorra osztják:
Subgenus: Sphegina Meigen, 1822
- Sphegina abbreviata Steenis, Hippa & Mutin, 2018
- Sphegina alaoglui Hayat, 1997
- Sphegina albipes (Bigot, 1883)
- Sphegina amurensis Mutin, 1984
- Sphegina anatolii Mutin, 1999
- Sphegina angustata Steenis, Hippa & Mutin, 2018
- Sphegina appalachiensis Coovert, 1977
- Sphegina armatipes Malloch, 1922
- Sphegina aterrima Stackelberg, 1953
- Sphegina atrolutea Lucas in Thompson & Torp, 1986
- Sphegina brachygaster Hull, 1935
- Sphegina brevisterna Violovich, 1980
- Sphegina bridwelli Cole, 1924
- Sphegina californica Malloch, 1922
- Sphegina calthae Mutin, 1984
- Sphegina campanulata Robertson, 1901
- Sphegina carbonaria Mutin, 1998
- Sphegina catthae Mutin, 1984
- Sphegina clavata (Scopoli, 1763)
- Sphegina claviventris Stackelberg, 1956
- Sphegina clunipes (Fallén, 1816)
- Sphegina cornifera Becker, 1921
- Sphegina dogieli Stackelberg, 1953
- Sphegina elegans Schummel, 1843
- Sphegina elongata Shiraki & Edashige, 1953
- Sphegina fasciata Shiraki, 1968
- Sphegina flavimana Malloch, 1922
- Sphegina flavomaculata Malloch, 1922
- Sphegina grunini Stackelberg, 1953
- Sphegina guptai Mutin, 1998
- Sphegina hansoni Thompson, 1966
- Sphegina hennigiana Stackelberg, 1956
- Sphegina hodosa Violovich, 1981
- Sphegina infuscata Loew, 1863
- Sphegina japonica Shiraki & Edashige, 1953
- Sphegina javana Meijere, 1914
- Sphegina keeniana Williston, 1887
- Sphegina kumaoniensis Mutin, 1998
- Sphegina kurenzovi Mutin, 1984
- Sphegina latifrons Egger, 1865
- Sphegina limbipennis Strobl, 1909
- Sphegina lobata Loew, 1863
- Sphegina lobulifera Malloch, 1922
- Sphegina melancholica Stackelberg, 1956
- Sphegina micangensis Huo, Ren & Zheng, 2007
- Sphegina mikado Mutin, 2001
- Sphegina montana Becker, 1921
- Sphegina negrobovi Skufjin, 1976
- Sphegina nigrapicula Huo, Ren & Zheng, 2007
- Sphegina nigerrima Shiraki, 1930
- Sphegina nigra Meigen, 1822
- Sphegina nigrimanus Cole, 1924
- Sphegina obscurifacies Stackelberg, 1956
- Sphegina occidentalis Malloch, 1922
- Sphegina petiolata Coquillett, 1910
- Sphegina platychira Szilády, 1937
- Sphegina pontica Mutin, 1998
- Sphegina potanini Stackelberg, 1953
- Sphegina punctata Cole, 1921
- Sphegina quadrisetae Huo & Ren, 2006
- Sphegina rufa Malloch, 1922
- Sphegina rufiventris Loew, 1863
- Sphegina smirnovi Violovich in Stackelberg, 1953
- Sphegina spheginea (Zetterstedt, 1838)
- Sphegina spiniventris Stackelberg, 1953
- Sphegina stackelbergi Violovich, 1980
- Sphegina sublatifrons Vujic, 1990
- Sphegina taibaishanensis Huo & Ren, 2006
- Sphegina tenuifemorata Mutin, 1984
- Sphegina thoraciaca Shiraki, 1968
- Sphegina tricoloripes Brunetti, 1915
- Sphegina tristriata Brunetti, 1913
- Sphegina tuvinica Violovich, 1980
- Sphegina uncinata Hippa, Steenis & Mutin, 2015
- Sphegina univittata Huo, Ren & Zheng, 2007
- Sphegina varidissima Shiraki, 1930
- Sphegina varifacies Kassebeer, 1991
- Sphegina verae Mutin, 1984
- Sphegina verecunda Collin, 1937
- Sphegina violovitshi Stackelberg, 1956

Subgenus: Asiosphegina Stackelberg, 1974
- Sphegina achaeta Hippa, Steenis & Mutin, 2015
- Sphegina adusta Hippa, Steenis & Mutin, 2015
- Sphegina amplistylus Steenis, Hippa & Mutin, 2018
- Sphegina atricolor Hippa, Steenis & Mutin, 2015
- Sphegina atrimanus Steenis, Hippa & Mutin, 2018
- Sphegina bidens Hippa, Steenis & Mutin, 2015
- Sphegina bifida Steenis, Hippa & Mutin, 2018
- Sphegina bilobata Hippa, Steenis & Mutin, 2015
- Sphegina bracon Steenis, Hippa & Mutin, 2018
- Sphegina brevipilus Steenis, Hippa & Mutin, 2018
- Sphegina carinata Hippa, Steenis & Mutin, 2015
- Sphegina cerina Hippa, Steenis & Mutin, 2015
- Sphegina clavigera Steenis, Hippa & Mutin, 2018
- Sphegina collicola Steenis, Hippa & Mutin, 2018
- Sphegina crassispina Hippa, Steenis & Mutin, 2015
- Sphegina crinita Steenis, Hippa & Mutin, 2018
- Sphegina crucivena Hippa, Steenis & Mutin, 2015
- Sphegina culex Hippa, Steenis & Mutin, 2015
- Sphegina cultrigera Hippa, Steenis & Mutin, 2015
- Sphegina dentata Steenis, Hippa & Mutin, 2018
- Sphegina distincta Steenis, Hippa & Mutin, 2018
- Sphegina ensifera Hippa, Steenis & Mutin, 2015
- Sphegina exilipes Steenis, Hippa & Mutin, 2018
- Sphegina falcata Hippa, Steenis & Mutin, 2015
- Sphegina farinosa Steenis, Hippa & Mutin, 2018
- Sphegina fimbriata Steenis, Hippa & Mutin, 2018
- Sphegina forceps Hippa, Steenis & Mutin, 2015
- Sphegina forficata Hippa, Steenis & Mutin, 2015
- Sphegina freyana Stackelberg, 1956
- Sphegina furcillata Steenis, Hippa & Mutin, 2018
- Sphegina furva Hippa, Steenis & Mutin, 2015
- Sphegina ghatsi Steenis, Hippa & Mutin, 2018
- Sphegina gigantea Steenis, Hippa & Mutin, 2018
- Sphegina gigas Hippa, Steenis & Mutin, 2015
- Sphegina granditarsis Steenis, Hippa & Mutin, 2018
- Sphegina hamulata Steenis, Hippa & Mutin, 2018
- Sphegina hauseri Steenis, Hippa & Mutin, 2018
- Sphegina incretonigra Steenis, Hippa & Mutin, 2018
- Sphegina index Hippa, Steenis & Mutin, 2015
- Sphegina inflata Steenis, Hippa & Mutin, 2018
- Sphegina inventum Steenis, Hippa & Mutin, 2018
- Sphegina karnataka Steenis, Hippa & Mutin, 2018
- Sphegina licina Steenis, Hippa & Mutin, 2018
- Sphegina lobulata Steenis, Hippa & Mutin, 2018
- Sphegina lucida Steenis, Hippa & Mutin, 2018
- Sphegina malaisei Hippa, Steenis & Mutin, 2015
- Sphegina minuta Hippa, Steenis & Mutin, 2015
- Sphegina mirifica Hippa, Steenis & Mutin, 2015
- Sphegina nasuta Hippa, Steenis & Mutin, 2015
- Sphegina nigrotarsata Steenis, Hippa & Mutin, 2018
- Sphegina nitidifrons Stackelberg, 1956
- Sphegina nubicola Steenis, Hippa & Mutin, 2018
- Sphegina orientalis Kertész, 1914
- Sphegina ornata Steenis, Hippa & Mutin, 2018
- Sphegina parvula Hippa, Steenis & Mutin, 2015
- Sphegina perlobata Steenis, Hippa & Mutin, 2018
- Sphegina philippina Thompson, 1999
- Sphegina plautus Steenis, Hippa & Mutin, 2018
- Sphegina pollex Hippa, Steenis & Mutin, 2015
- Sphegina pollinosa Hippa, Steenis & Mutin, 2015
- Sphegina prolixa Steenis, Hippa & Mutin, 2018
- Sphegina pusilla Hippa, Steenis & Mutin, 2015
- Sphegina radula Hippa, Steenis & Mutin, 2015
- Sphegina raduloides Hippa, Steenis & Mutin, 2015
- Sphegina setosa Steenis, Hippa & Mutin, 2018
- Sphegina sibirica Stackelberg, 1953
- Sphegina siculifera Hippa, Steenis & Mutin, 2015
- Sphegina simplex Hippa, Steenis & Mutin, 2015
- Sphegina sinesmila Hippa, Steenis & Mutin, 2015
- Sphegina spathigera Steenis, Hippa & Mutin, 2018
- Sphegina spenceri Steenis, Hippa & Mutin, 2018
- Sphegina strigillata Steenis, Hippa & Mutin, 2018
- Sphegina subradula Hippa, Steenis & Mutin, 2015
- Sphegina taiwanensis Steenis, Hippa & Mutin, 2018
- Sphegina trichaeta Hippa, Steenis & Mutin, 2015
- Sphegina trispina Hippa, Steenis & Mutin, 2015
- Sphegina umbrosa Steenis, Hippa & Mutin, 2018
- Sphegina uncinata Hippa, Steenis & Mutin, 2015
- Sphegina verrucosa Steenis, Hippa & Mutin, 2018
- Sphegina vietnamensis Steenis, Hippa & Mutin, 2018

## Fordítás
Ez a szócikk részben vagy egészben  a   Sphegina című angol Wikipédia-szócikk ezen változatának fordításán alapul.  Az eredeti cikk szerkesztőit annak laptörténete sorolja fel. Ez a jelzés csupán a megfogalmazás eredetét és a szerzői jogokat jelzi, nem szolgál a cikkben szereplő információk forrásmegjelöléseként.